# Pareclipsis onus
Pareclipsis onus är en fjärilsart som beskrevs av Louis Beethoven Prout 1917. Pareclipsis onus ingår i släktet Pareclipsis och familjen mätare. Inga underarter finns listade i Catalogue of Life.